# Dominikanska restaurationskriget
Dominikanska restaurationskriget var ett gerillakrig som utkämpades mellan 1863 och 1865 i Dominikanska republiken mellan nationalister och Spanien, vilka försökt återta kontrollen. Det hela slutade i dominikansk seger, och Spanien drog tillbaka sina soldater.
Den 11 juli 1865 erkände Spanien slutligen Dominikanska republiken som självständig stat.